# SIG SG 550
SIG SG 550 je útočná puška vyráběná firmou Swiss Arms (dříve Schweizerische Industrie Gesellschaft) v Neuhausenu ve Švýcarsku. Puška má základ v předchozím typu SG 540 ráže 5,56 mm a je také známá ve francouzštině a italštině jako Fass 90 (fusil d'assaut 90/fucile d'assalto 90) nebo v němčině jako Stgw 90 (Sturmgewehr 90).